# 笠頂山
笠頂山，原名笠置山，是位於臺灣屏東縣瑪家鄉佳義村的一座山峰，峰頂海拔659公尺，為台灣小百岳之一。該山峰地處東港溪與其支流牛角灣溪的分水嶺上，立有三等三角點7109號。山頂視野良好，設有涼亭可供登山客休息。